# NGC 1296
NGC 1296 је спирална галаксија у сазвежђу Еридан која се налази на NGC листи објеката дубоког неба.
Деклинација објекта је - 13° 3' 44" а ректасцензија 3h 18m 49,7s. Привидна величина (магнитуда) објекта NGC 1296 износи 14,2 а фотографска магнитуда 15,0. NGC 1296 је још познат и под ознакама MCG -2-9-25, IRAS 03164-1314, PGC 12341.